# Le Petit Bonhomme de pain d'épices
Cet article concerne le personnage de contes de fées. Pour le biscuit traditionnel, voir Bonhomme de pain d'épices.
Le Petit Bonhomme de pain d'épices est un biscuit en pain d'épices anthropomorphe, protagoniste de plusieurs contes de fées surtout anglais. Ayant pris vie une fois sorti du four, il s'enfuit, échappe à divers poursuivants et finit entre les mâchoires d'un prédateur — généralement un renard. De nombreuses variantes existent où le personnage est une autre pâtisserie, crêpe ou galette comme dans le conte slave Kolobok, traduit par Roule Galette.

## Origine
Le Petit Bonhomme de pain d'épices apparaît pour la première fois sous forme de conte, en mai 1875, dans le magazine américain St Nicholas Magazine. Dans l'Europe du XIXe siècle, divers récits pour enfants mettent en scène des aliments en fuite, avec une prédilection pour la crêpe. Le personnage américain en pain d'épices constitue donc une exception.

## Histoire

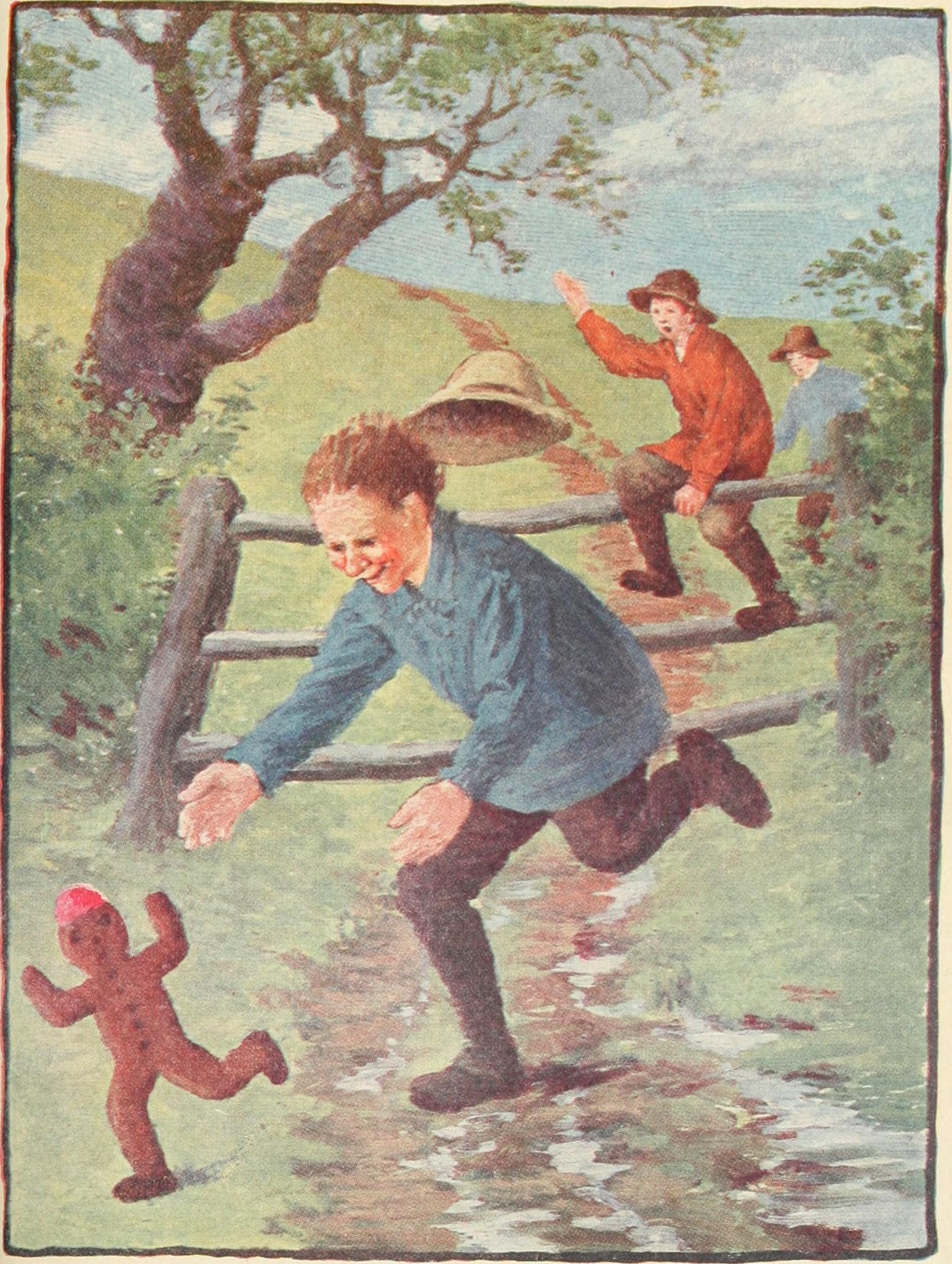
Illustration de 1918.

Dans le conte de 1875, une femme âgée fait cuire au four un bonhomme de pain d'épices. Mais le gâteau s'en échappe et parcourt la campagne. Aidée de son mari, la vieille se lance en vain à sa poursuite. Le petit personnage rencontre divers fermiers et animaux domestiques mais il s'enfuit en chantant à chaque fois le même refrain :

« De chez une petite vieille je me suis enfui,
De chez un petit vieux aussi,
Et je peux m'enfuir loin de vous, je vous dis ! »

Finalement, un renard l'attrape et le croque. Tandis qu’il se fait dévorer, le captif crie :
« J'ai un quart de parti… la moitié… les trois quarts ont disparu… je suis entièrement mangé ! »

## Analyse du conte originel

### Rôle de la femme
Dans son introduction au récit de 1875, Heidi Anne Heiner commente le rôle de conteuse tenu par les femmes : « Je vais maintenant te raconter une histoire que l'arrière-grand-mère de quelqu'un a racontée à une petite fille il y a tant d'années... ». Une grand-mère évoque une petite fille qui, une fois adulte, transmet à son tour l'histoire à une nouvelle génération. Bien qu'il s'agisse d'un procédé littéraire, le rôle double et éminent de la femme comme cuisinière et conteuse se trouve mis en évidence.

### Principe narratif
Dans l'histoire originelle, aucune intrigue ne relie les épisodes successifs : le récit repose sur le rythme et la répétition d'une même action, à savoir la poursuite du petit bonhomme par plusieurs personnages. Ce genre de conte s'appelle « conte sériel » ou « conte cumulatif ».

## Variantes

### Kolobok

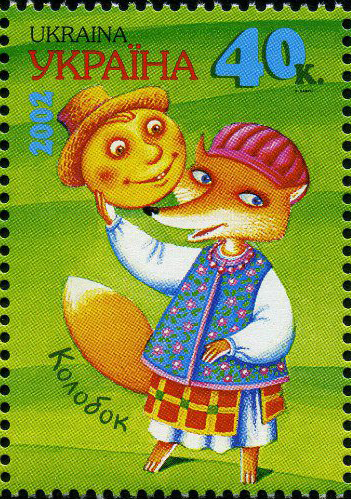
Timbre ukrainien illustrant la fable
du « kolobok ».

Dans le folklore slave, ukrainien et russe surtout, un conte similaire met en scène une boule de pâte frite dans l'huile ou cuite au four appelée kolobok (en russe : колобок). Un vieil homme demande un jour à son épouse de lui préparer un kolobok. Après l'avoir confectionné avec leur maigre reste de farine, la femme le laisse refroidir sur le rebord de la fenêtre. Mais le gâteau s'enfuit en roulant. Il échappe successivement à un lièvre, un loup et un ours, en leur chantant à chaque fois la même ritournelle. Il finit mangé par une renarde plus maligne que les autres animaux, qui n'est pas dupe de la chanson.
Natha Caputo adapte ce conte en français pour le Père Castor en 1950 sous le titre Roule Galette (Flammarion, collection des Albums du Père Castor, 2000).

### Autres histoires d'aliments en fuite
En 1854, Karl Gander (de) écrit La Crêpe en fuite (Der fortgelaufene Eierkuchen) d'après un récit qu'il tient d'un colporteur du village d'Ögeln, dans le Brandebourg. Il publie cette histoire dans le Niederlausitzer Volkssagen, vornehmlich aus dem Stadt- und Landkreise Guben, n°  319.
En 1890, Joseph Jacobs fait paraître Johnny cake dans son livre Les Contes de fées anglais (English Fairy Tales). Johnny-cake roule comme le kolobok pour finir dans la gueule d'un renard rusé. En 1894, Jacobs publie Davantage de contes de fées anglais où il narre le conte écossais The Wee Bannock, dont le héros est un pain bannique.
En 2000, Eric Kimmel (en) raconte, dans La Tortilla en fuite, l'histoire d'une galette de maïs qui roule dans le désert, échappe successivement à des singes, des serpents, des cow-boys mais pas à un coyote.
La même année, Leslie Kimmelman en donne une autre version dans La Fuite du latkes.
Un récit chinois de 2001, Le Gâteau de riz en fuite, utilise la comptine de nouvel an du poète Ying Chang.
Dans Arrêtez ce cornichon de Peter Armour publié en 2005, un cornichon fuit divers personnages, dont du beurre de cacachuète et un sandwich.

## Réutilisation

### Littérature
- Pendant les années 1900, un personnage en pain d'épices apparaît  de façon récurrente dans la littérature américaine sous le nom de John Dough (en). Dans les nouvelles de L. Frank Baum John Dough and the Cherub (1906) et The Road to Oz (en) (1909), un bonhomme en pain d'épices qui a peur de se faire manger sacrifie sa main pour sauver un enfant.
- Aventures extraordinaires et véridiques d'un bonhomme de pain d'épice par Me J. Malassez (Librairie Ch. Delagrave, 1914).
- Le Bonhomme de Pain d'épice, livre pour enfants de Jim Aylesworth illustré par Barbara McClintock (éditions Circonflexe, 1998).
- Le garçon de pain d'épices va à l'école, livre pour enfants de Joan Holub (en) paru en 2002.
- La fille de pain d'épices, livre pour enfants paru en 2006 où Liza Campbell (en) imagine  que les « parents » du petit bonhomme, affligés par sa triste fin, fabriquent pour le remplacer une petite fille de même nature, qui déjoue les ruses du renard et vit à jamais heureuse.
- Le cowboy de pain d'épices, livre pour enfants de Janet Squires[6] paru en 2006.
- Le Petit Bonhomme de pain d'épice, livre pour enfants d'Anne Fronsacq[7]  illustré par Gérard Franquin (Albums du Père Castor Flammarion, 2007).
- The Gingerbread Man, livre pour enfants illustré par Estelle Corke (Child's Play International LTD, 2007).
- The Gingerbread Girl, nouvelle écrite par Stephen King en juin 2007, parue en 2008 dans la collection Just After Sunset (Immédiatement après le crépuscule) puis, en mai 2008, sous forme de livre audio.
- The Gingerbread Man, livre pour enfants de Mairi Mackinnon[8] illustré par Elena Temporin (Usborne Publishing, 2009).
- The Gingerbread Man, livre pour enfants de Lesley Sims illustré par Elena Temporin (Usborne Publishing, 2011).
- Croqu'enbouille - le petit bonhomme de pain d'épice, livre pour enfants de Gigi Bigot illustré par Marie Laurence Gaudrat (Bayard Jeunesse, 2012).
- Le petit bonhomme de pain d'épice, livre pour enfants de Bernard Chèze[9] illustré par Alain Chiche (Seuil Jeunesse, 2012).
- The Gingerbread Man, livre pour enfants de Vera Southgate (Ladybird Tales, Penguin Random House Children's United Kingdom, 2012).
- Le bonhomme en pain d'épice, livre pour enfants d'Agnès Cathala[10] (Milan Presse, 2013).
- Monsieur Glouton et le bonhomme de pain d'épice, livre pour enfants de Roger Hargreaves paru en 2013 dans la série Monsieur Madame.
- Le bonhomme en pain d'épices, livre pour enfants illustré par Thierry Bedouet[11] (Milan, 2014).
- The Gingerbread Man, livre pour enfants de Maria Alperin illustré par Miriam Latimer[12] (Little Tiger Press Group, 2015).
- Le petit bonhomme en pain d'épice, livre pour enfants illustré par Audrey Brien (Mes premiers contes, 2019).
- The Gingerbread Man, livre pour enfants de Lesley Sims illustré par Raffaella Ligi (Usborne Publishing, 2019).

### Cinéma
- Depuis 2001, le petit bonhomme de pain d'épices Tibiscuit (anglais : Gingy) apparaît dans la série de films Shrek.

### Comédie musicale
- Dans The Gingerbread Man (Le bonhomme de pain d'épices), comédie musicale créée en 1905 par Alfred Baldwin Sloane (en), un personnage ne craint pas de se faire dévorer.

### Jeu vidéo
- Dans Overlord: Dark Legend, la console de jeux Wii sortie en 2006 oppose le joueur à des bonshommes en pain d'épices de taille humaine.

## Détournements
Le personnage subit divers détournements, comme dans :
- Le Petit Ours en Pain d'Épice, où Pernette Chaponnière imagine un happy end : enfui de chez le marchand forain pour vivre sa vie, poursuivi par des enfants, un chien puis un ours qui manque de le croquer, l'ourson parvient à revenir chez son maître (Bourrelier, 1948) ;
- Le Petit Cochon de pain d'épice, livre de Léopold Chauveau illustré par José et Jean-Marie Granier (Éditions La farandole, 1959) ;
- The Gingerbread Man, film de Charles Band sorti en 2005[13], où le petit bonhomme appartient à un tueur en série ;
- The Big Over Easy (2005) et The Fourth Bear (2006), deux nouvelles parues dans la série Brigade des Crimes pour Enfants, où Jasper Fforde en fait un tueur en série.